# Grace Fernald
Grace Maxwell Fernald, née le 29 novembre 1879 à Clyde et morte à Los Angeles le 16 janvier 1950, est une psychologue de l'éducation. Ses recherches portent sur l'apprentissage de la lecture. 

## Biographie
Elle passe son enfance à New York et dans le New Jersey, puis fait ses études universitaires au Mount Holyoke College, où elle obtient une licence en 1903 et un master en 1905, et au Bryn Mawr College. En 1907, elle obtient son doctorat en psychologie de l'université de Chicago. Elle est membre du Phi Beta Kappa. En 1911, elle est nommée à l'université de Californie à Los Angeles. Elle accède à une chaire de professeur d'université et a notamment dirigé le département de psychologie et le laboratoire de l'institut de formation des enseignants. Elle est renommée pour ses recherches sur les processus d'apprentissage de la lecture et de l'écriture.
En 1921, elle publie dans le Journal of Educational Research un article fondateur sur la méthode qu'elle a utilisée pour apprendre à lire à quatre garçons, par sa méthode kinesthésique. Cette méthode a influencé d'autres chercheurs qui travaillent à la même époque dans le domaine des difficultés de lecture, notamment Samuel Orton et Anna Gillingham. Cet article, intitulé « The Effect of Kinaesthetic Factors in the Development of Word Recognition in the Case of Non-Readers » décrit les cinq étapes de sa méthode.
Elle crée le premier centre de rattrapage de lecture, en 1921 à l'université de Californie à Los Angeles. elle y propose une méthode kinesthésique d'apprentissage de l'orthographe et de la méthode de lecture. En 1943, elle publie Remedial Techniques in Basic School Subjects. 
Le Time du 12 juillet 1948 consacre un article à cette méthode. Son titre, Reading by Touch, explicite la méthode de Grace Farnald. Celle-ci estime que les personnes qui n'ont pas la capacité de se faire une image mentale du mot sont davantage susceptibles d'avoir des difficultés à lire. Sa seule exigence pour accepter des personnes dans son programme clinique était que les étudiants s'engagent à suivre la formation aussi longtemps que nécessaire, ce qui pouvait représenter deux mois ou deux ans, jusqu'à ce qu'ils aient acquis un niveau de lecture suffisant. L'article contient un certain nombre de critiques de la méthode Fernald, tout en dressant d'elle le portrait d'une éducatrice investie. 

## Distinctions
- Le Fernald Center for Early Care and Educationde l'UCLA est nommé en son honneur. La méthode est encore utilisée, avec quelques variantes.

## Publications
- Remedial techniques in basic school subjects, New York: McGraw-Hill, 1943.
- Speller for Fifth, Sixth, and Seventh Grades, Sacramento: California State Printing Office, 1918.
- Teachers' Manual of Spelling, Sacramento: California State Printing Office, 1918.
- The effect of kinaesthetic factors in the development of word recognition in the case of non-readers, avec H. Keller, The Journal of Educational Research, 4(5), p. 355-377, 1921.